# Tente (Wermelskirchen)

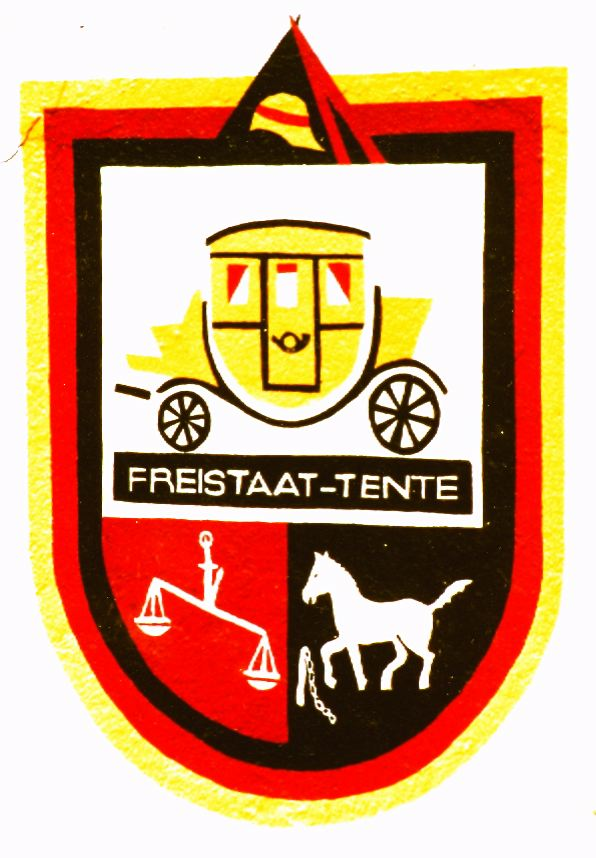
Von Kameraden der Freiwilligen Feuerwehr Tente 1976 frei entwickeltes Wappen von Tente

Tente ist ein Ortsteil von Wermelskirchen. Er liegt an der Bundesstraße 51 zwischen dem Zentrum von Wermelskirchen und Hilgen, einem Ortsteil von Burscheid.

## Lage und Infrastruktur

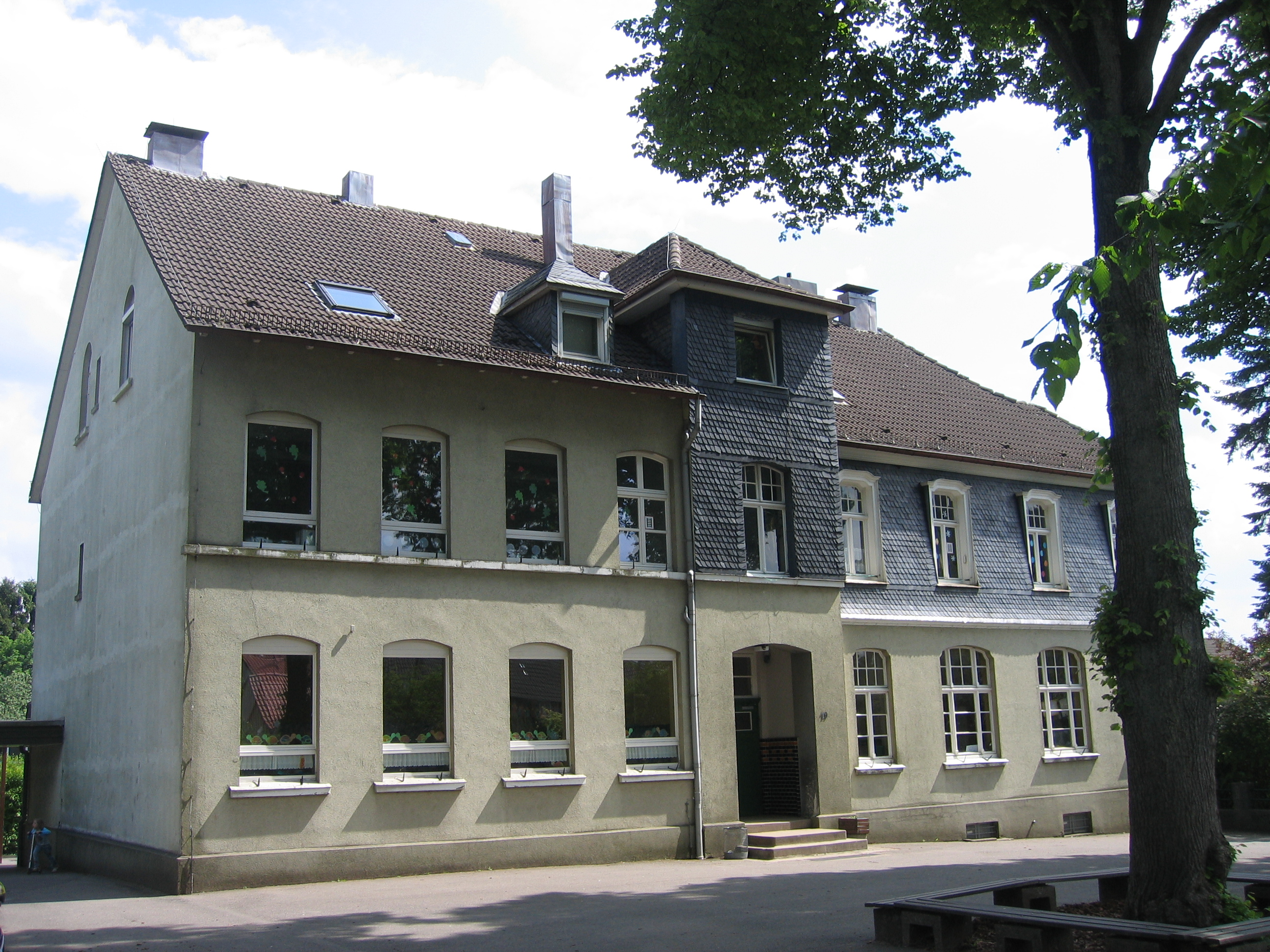
Grundschule in Tente, heute Heiderbach-Schule genannt

Die Bundesstraße 51 ist Teil des alten Handelsweges von Brügge nach Nowgorod. Die parallel verlaufende Kursbuchstrecke 411 der Eisenbahn (Opladen–Remscheid-Lennep) mit einem Haltepunkt in Tente wurde im Jahre 1983 stillgelegt. Am ehemaligen Bahnhof, der im Sommer 1969 als Kulisse in dem Film Wenn süß das Mondlicht auf den Hügeln schläft gedient hatte, existierte bis in die 1990er Jahre ein Postamt.
Im Jahr 2007 ist Tente ein Ortsteil mit eigener Nahversorgungsinfrastruktur. Auch haben sich einige Unternehmen mit Mittelzentrumscharakter angesiedelt. Es gibt eine Grundschule, Lebensmittelgeschäfte und in Relation zur Umgebung eine hohe Anzahl von Wohngebäuden. Außerdem ist Tente Standort des Ortsverbands Wermelskirchen des Technischen Hilfswerks (THW). Die Kirche St. Engelbert wurde 2005 von der katholischen Kirchengemeinde verkauft. Die Evangelische Kirchengemeinde Wermelskirchen unterhält in Tente ein Jugend- und Gemeindehaus sowie einen Kindergarten. In Wermelskirchen befindet sich zudem der Hauptsitz des gleichnamigen Rollenfabrikants „Tente“.

## Geschichte

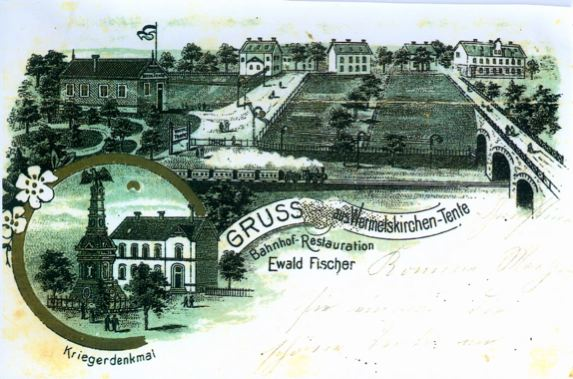
Postkarte von Tente um 1910

Der im Bergischen Land mehrmals vorkommende Name Tente leitet sich aus dem lateinischen „tendere“ = „spannen“ ab, welcher die natürliche bzw. künstliche Beschaffenheit des Bodens kennzeichnen soll, eigentlich „Zelt“, „Festzelt“, dann auch „Krambude“. Vermutungen eines sehr alten Wohnplatzes, entstanden aus „Entelingen“ oder „Tentelingen“, sind nicht verifizierbar. Und auch Hinweise auf „Tente“ als ein Wort für eine sumpfige, morastige Stelle sind nicht belegbar.
Die Bezeichnung gibt es ebenso im nah gelegenen Remscheid; „Tenter Weg“ und davon abgehend die Straße „Tente“, auf der bis 1966 eine Bahntrasse zwischen Wermelskirchen und Remscheid verlief.
In den Wermelskirchener Personen-Listen von 1441 bis 1731 und in den Steuerlisten der Niederhonschaft von 1684 und 1740 sowie den Listen von 1794 und 1800 kommt „Tente“ als Wohnort nicht vor. In der Quartierungskostenliste von 1797 und in den Kirchbüchern von 1798 wird „Tente“ erstmals genannt. Ein Wohnplatz am Döllersweg wird nach den Kirchbüchern am 28. August 1809 als „An der Tente“ bezeichnet.

### „Wag“ an der Tente

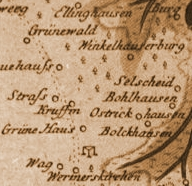
Topographische Karte der Gegend von Cöln ca. 1780 darin die "Wag" etwas versetzt zum Galgen am Schwanen

Sicher ist bisher nur Tente Hausnummer 59, das in einer historischen Karte von zirka 1780–1790 erwähnt wird, als „Wag“, mundartlich „Wooch“, zuletzt „Waage“. Dieses alte Wort kommt von „Woge“, mittelhochdeutsch „wâc“, wasserreiche Stelle. Von einer öffentlichen Waage zum Wiegen von Fuhrwerken oder anderen Gütern wird erzählt, jedoch urkundlich ist sie nicht nachweisbar. Die letzte Besitzerin hat in den 1950er Jahren den Namen mit einem Hausspruch beim Hausbau zu erklären gesucht: „Mit Gott wollen wir es wagen“. Das Haus soll zwar erst 1817 erbaut worden sein, der Wohnplatz ist jedoch älter.

### Tente und Döllersweg
Döllersweg liegt in einer Quellmuldenlage und ist westlich ausgerichtet. Ein anderer alter Wohnplatz ist in der Nähe der Hinterweg in Burscheid, seine Erstnennung erfolgte mit „henterweg“ im Jahr 1378. In ähnlichen Lage ausgerichtet, nennt auch er sich mit dem Bestimmungswort „-weg“. Bei beiden kann man eine frühe Besiedlung vermuten. Döllersweg erscheint erstmals um 1517–1560 als „Dududersweg“ in den Kirchenrechnungen und 1684 in den Schatzlisten als „Deußers weg“.
Es ist davon auszugehen, dass die heutige Bundesstraße 51 nicht den Verlauf der Wege vor dem Bau der Chaussee durch Kurfürst Karl Theodor um 1770–1775 wiedergibt. Es gab vor dieser Chaussee mehrere Wege, beispielsweise die sogenannte „Alte Straße“. Sie verlief nördlich der heutigen B 51, etwa auf der Linie, heute Krupin-Weidenweg und ist noch in den Wohnplatzverzeichnissen der Schule Tente um 1890 als Doiwelsgrawen (= ‚Teufelsgraben‘), genannt. Das war ein Hohlweg, in dem um 1818 ein Haus gebaut wurde. Hohlwege waren dunkel, darum „Teufelsgraben“. Heute stehen dort die Neubauten am Weidenweg 5–9.

### Krupin und Tente
Der Krupin ist älter als Tente. Pfarrer Hessel schrieb um 1890 dazu von einem Krüppelheim und Heinrichs spricht von einem kleinen armseligen Häuschen, dessen Eingang abwärts, wie in einen Keller hinein, führte und eine niedrige Tür hatte, durch welche man sozusagen hineinkriechen (plattdeutsch „krupen“) musste, daher der Name Krupin (plattdeutsch krup in = ‚kriech hinein‘). Der Mundartforscher Joest verlegt die Namensbildung in althochdeutsche Zeit. Der Versuch eine alte Siedlung „Kruftheim“ zu erschließen ist bisher nicht gelungen.
Der Name der heutigen Straße „Am Krupin“ ist erstmals genannt in einer Jagdgrenz-Beschreibung von Kloster Altenberg. Im Jahr 1730 heißt es: „vom Hinterwege bis an den Kraufin“. Der heutige Name „Krupin“, hier in einer älteren Schreibweise, fehlt in der Abschrift im Altenberger Urkundenbuch, ist aber in der vorliegenden Original-Urkunde-Kopie enthalten. In der Karte von Haas um 1780–1790 heißt es „Kruffm“. Im Güterverzeichnis von 1807 ist die Schreibweise „Črupin“, mit einem Hatschek, der eine Aussprache „Tschrupin“ zulässt.

### Karten

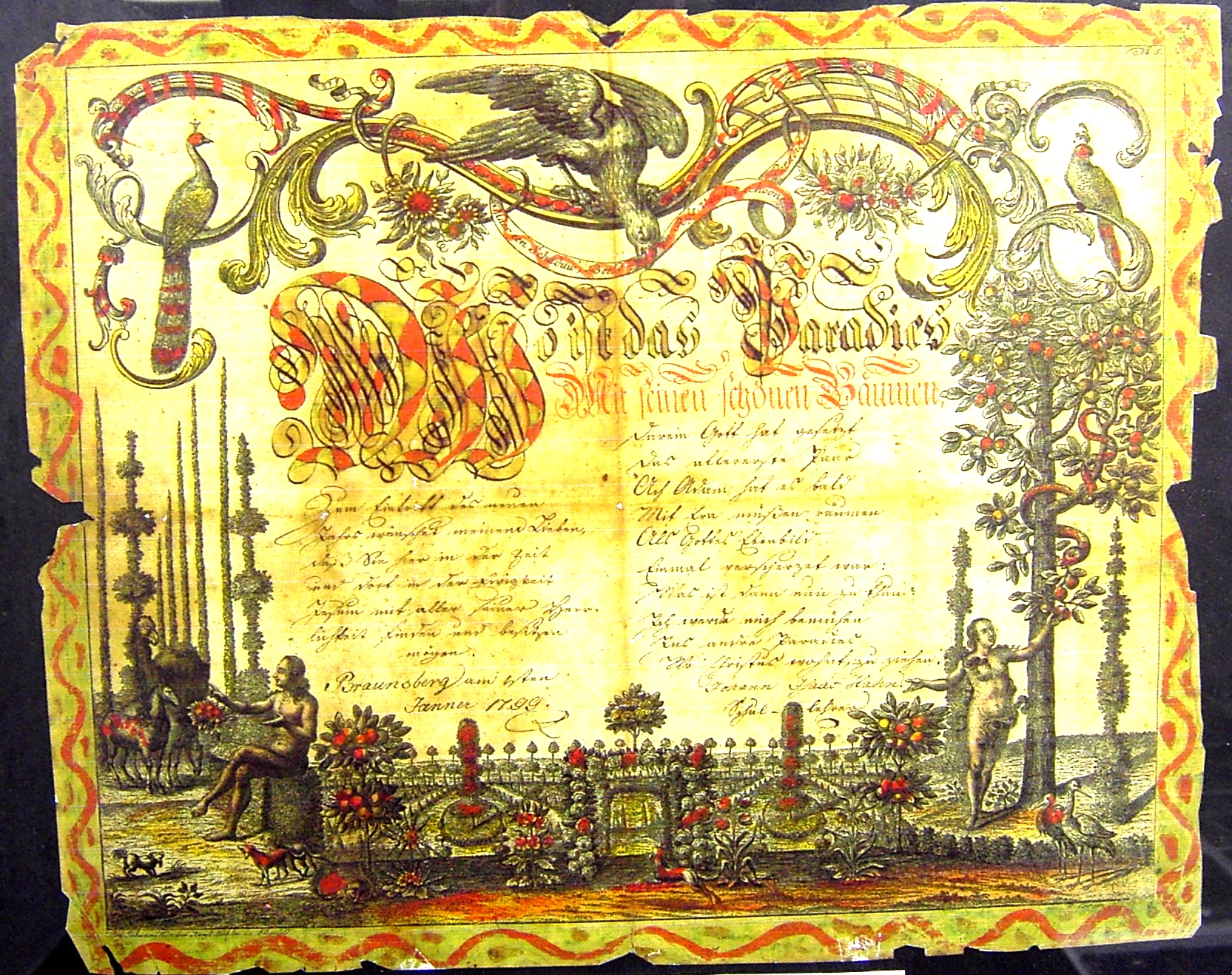
Danksagung des Lehrers Hahn, Wermelskirchen, Braunsberg, später Tente, zum Jahreswechsel 1799

In der Karte von 1809 ist Tente erstmals mit drei Häusern genannt. Die Karte von Müffling 1824–1825 zeigt Tente mit vier bis fünf Häusern. Man kann aus der Wohnplatznennung der Familie Ann im Jahr 1794 „Döllersweg“ und der Eintragung eines ihrer Kinder im Jahr 1809 „An der Tente“ schließen, dass der komplette Bereich der heutigen Kreuzung Tente, ursprünglich Döllersweg genannt wurde. Dafür spricht die Ploennies-Karte von 1715, in der „Düllersweg“ als an der Landstraße gelegen eingezeichnet ist, ebenso in der LeCoq‘schen Karte von 1805.

### Amtliches Kataster 1828
In der Flur 2, nördlich der B 51, findet sich in fetten Buchstaben „Döllersweg“ und gleichartig „Krupin“. An der Stelle wo heute Tente Hausnummer 76, „Salerno’s Ristorante“ und Tente Hausnummer 84 stehen, in kursive Buchstaben „An der Tente“. Die beiden Worte „An der“ sind später bei einer Ortsnamens-Vereinfachung, etwa 1860, durchgestrichen worden. Die gleiche Hand hat auch den weiter westlich genannten Wohnplatz „Krupin“ durchgestrichen und mit kleineren fetten kursiven Buchstaben „Tente“ überschrieben, dazwischen liegt noch der Wohnplatz „Jägerwald“ (heute: Tente Hausnummer 100).
In der Flur 7, südlich der B 51, findet sich in fetten Buchstaben „Kolfhausen“, kleiner östlich der Einmündung der Straße nach Kolfhausen in kursiven Buchstaben „Waag“. Westlich die Wohnplätze „Kamp“ (später: „Hofkamp“, heute: Tente Hausnummer 99–101), „Wüste“ (heute: Tente Hausnummer 129, Obi) und „Nußbaum“ (heute Tente Hausnummer 135). Die jüngere Hand von 1860 hat am höchsten Punkt, etwa vor der ehemaligen Schuhfabrik Siebel, in kleinen fetten kursiven Buchstaben „Tente“ eingetragen. An der Stelle der heute „Tenter Hof“ genannten Straße hat die jüngere Hand von 1860, in großen fetten kursiven Buchstaben „Tente“ eingesetzt.

### Marketender-Zelt
Der erste Ortschronist von Wermelskirchen, Peter Josef Heinrichs, schrieb im Jahr 1892: „Zum Schulbezirk Tente: In früheren Zeiten fand man zur Kirmeszeit, an den Straßen die nach Wermelskirchen führten und bei dieser Gelegenheit besonders frequentiert wurden, an einigen gelegenen Stellen Schanktische aufgeschlagen, wo besonders den Heimkehrenden kalte Speisen und Getränke nach Art der Marketender angeboten wurden. Das Zelt dieser Straßenwirtschaften wurde auch Tente genannt. Wahrscheinlich hat dieser Ort daher seinen Namen erhalten, dass hier zur Zeit eine ‚Tente‘ gestanden hat“. Solche behelfsmäßigen Zelte und Unterkünfte wurden als „Tente“ bezeichnet, wahrscheinlich abgeleitet aus der französischen Wort für „Zelt“. Dafür gibt es einen Beleg aus Burscheid. Als dort um 1770 die alte Kirche abgerissen wurde, baute man eine „Tente“, einen Behelfsbau mit Leinwand bespannt, um den Gottesdienst während der Bauzeit abhalten zu können.
Für diesen Gedanken eines Behelfbaus, „Tente“ genannt, spricht die Grundstücks-Karte einer ehemaligen Gastronomie an der Unterstraße Hausnummer 162, heute 42. Zwei Kilometer westlich vom heutigen Ortsteil Tente, ist im Jahre 1874 dort neben dem Haus ein größerer Bau eingezeichnet und „Zelt“ genannt. Dies ist ein Nachweis, dass solche Zelte, Behelfsbauten, Tente genannt, zur Vergrößerung der Gastronomien üblich waren.

### Erzählungen in der Schule

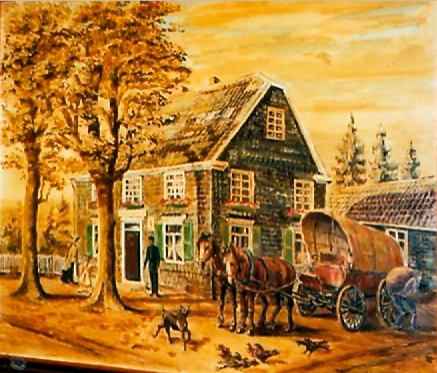
Gasthof zur Post, Tente um 1910

Die Fernhandelsstraße von Köln nach Dortmund und weiter in den Ostseeraum, heute B 51, Vorläufer der Ruhrtangente, Bundesautobahn 1, war durch den Fernverkehr schon immer so stark frequentiert, dass die dort ansässigen Wirte im Sommer die Kapazität ihrer Gastronomie durch Aufstellung einer „Tente“, eines Zeltes, eines Behelfbaus, erweiterten. Die Erzählung älterer Nachbarn, dass an der Tente ein französisches Truppenlager der Armee des Marschall Ney 1794 an der Waage stationiert gewesen sei, ist nicht zu belegen. Auch der Name des Hauses Tente Hausnummer 74, mit „Kiwippe“ als aus dem französischen stammend, für „Qui vive?“, als Anruf der Wachtposten des Zeltlagers der Franzosen, ist nicht nachzuweisen. Die Tenter Lehrer Hartmann und Hild haben dies um 1930 in der Schule Tente den Kindern erzählt. So wissen heute alte Einwohner von Tente zu erzählen, „das haben wir in der Schule gelernt“. Auch soll es im Wald südlich von Döllerweg eine Napoleons-Eiche geben, was als Gedankenspiel bezeichnet werden kann.
Noch Albert Schulte, der Gründer der Firma TENTE-Rollen, hat die Namensgebung seines Unternehmens, der ortsüblichen Überlieferung folgend von dem Zeltlager der französischen Truppen abgeleitet. Sicher maßgebend war für ihn der Gedanke, dass „Tente“ in vielen Sprachen die gleiche Bedeutung hat. Jedenfalls ist die Namensgebung des Bahnhofs Tente mit „Tente (Rheinland)“ ab den 1920er Jahren vermutlich seinem Einfluss zu verdanken. Mit diesem Werbegag gelangte sein Firmenname Tente in alle Verzeichnisse der Reichsbahn.
Im Jahr 1848 sollen Aufständische auf dem Weg nach Elberfeld, aus Bergisch Gladbach kommend, in Tente im „Gasthof zur Post“ eingekehrt sein. Im Überschwang der Gefühle hätten sie voller Begeisterung in die umstehenden Bäume geschossen.

### Park in Tente und Herrlinghausen
Die Bewohner von Herrlinghausen wurden schon 1383 in Lübecker Akten erwähnt. Zu diesen Informationen aus dem Mittelalter fügt sich, dass sich an der Tente ein Park befunden haben muss. In den Steuerlisten von 1684 findet sich: „Arndt Steffen ahn der Scheuren, Wies benieden dem Park der Roßenacker, Wiesgen under des Rucks Park“. Dieser Park hat seinen Nachklang in dem heutigen Straßennamen „Im Rosenacker“.

## Tenter Badeteich
51° 7′ 9,7″ N, 7° 11′ 28,5″ O
Der Tenter Badeteich wurde im Jahre 1928 – zur Zeit der großen Arbeitslosigkeit – durch Tenter Bürger errichtet. Von 1956 bis 1986 wurde der Teich mit Mauern versehen. Zuvor war er nur mit Holzbalken und Brettern am Beckenrand befestigt. Über mehrere Stationen wurde der Teich zu einer Badeanstalt ausgebaut und am 17. August 1981 mit einem Sommerfest eingeweiht. Der Teich musste wegen extremer Grundwasserverschmutzung durch die ehemalige Kugelfabrik Schulte später stillgelegt werden. Zur Säuberung des Grundwassers steht seitdem dort eine Pumpstation mit einem Filterturm. Seit 2008 ist das Becken renaturiert, der Zugang zu dem Gelände nicht mehr möglich.